# Chariesthes holzschuhi
Chariesthes holzschuhi är en skalbaggsart som först beskrevs av Teocchi 1992.  Chariesthes holzschuhi ingår i släktet Chariesthes och familjen långhorningar. Inga underarter finns listade i Catalogue of Life.